# Adah Almutairi
 (juin 2024).
Adah Almutairi (en arabe : غادة المطيري), née le 1er novembre 1976 à Portland (Oregon, États-Unis) de parents saoudiens, est une scientifique connue pour ses travaux portant sur la nanomédecine, la nanotechnologie, la chimie et la science des polymères.

## Biographie

### Famille et éducation
Adah Almutairi est née le 1er novembre 1976 à Portland, dans l'Oregon, aux États-Unis, de parents saoudiens.
Le père de Adah Almutairi, Mutlaq Ibn Abdul Rahman Almutairi, est issu d'une famille très pauvre. Une fois suffisamment âgé, il décide de s'inscrire à l'école ainsi que sa sœur cadette. Mais le père de Mutlaq est furieux et refuse que sa fille poursuive l'école.
La décision de Mutlaq de poursuivre ses propres études malgré le mécontentement de son père, façonne l'avenir de ses cinq enfants qui ont prospéré dans leurs domaines respectifs de la science et de la médecine. Khalid est chirurgien plasticien, Heba, professeur de radiologie, Ahmed dentiste. Ils vivent toujours en Arabie saoudite, sauf Amer, est professeur de médecine familiale à Houston.
Son père est le premier de toute sa famille à apprendre à lire et à écrire et à aller à l'université. Cela fait de lui l'exception de la tribu Almutair. L'accès à l'éducation des femmes est souvent un sujet de conflit entre Mutlaq et son père. Mutlaq a étudié la criminologie et l'administration de la justice à Portland, dans l'Oregon aux Etats-Unis, où Adah est née. Il est ensuite retourné en Arabie saoudite, pour devenir enquêteur de police.
Adah Almutairi parle de son père comme un homme spécial et respectueux des femmes qui lui a transmis la motivation d'apprendre. Sa mère, Najat, enseignante, transmet également l'amour de l'apprentissage à sa fille. La famille de sa mère est en effet très instruite. Par exemple, Hilal, la grand-tante de Madame Almutairi, est l'une des premières dentistes d'Arabie saoudite.

### Parcours scolaire
Adah fréquente des écoles internationales à Djeddah et à Riyad, excellant autant dans le sport que dans les mathématiques et les sciences. Lorsqu'elle a quitté l'école à 16 ans, ne sachant pas quoi faire et voyant sa mère postuler à des postes d'enseignantes, elle a déposé sa candidature à l'école nationale Najd de Riyad et a décroché un emploi d'enseignante d'anglais. Elle n'avait aucun diplôme et Adah Mutairi raconte dans une interview que la directrice lui aurait dit de ne rien dire, de seulement mettre du rouge à lèvres. Elle a adoré ce travail, surtout la connexion qu'elle avait eu avec les filles et le fait d'inventer des exercices d'écriture en s'inspirant des copies des magazines Reader's Digests de sa mère.
Un an plus tard, elle postule dans des universités. L'Université King Abdulaziz de Djeddah l'a refusée mais après l'obtention d'une bourse sportive à l'Occidental College de Los Angeles, elle a pu déménager là-bas en 1997 et terminer ses études supérieures. Bien que cette opportunité a mis de nouveau son père en désaccord avec son grand père et les membres de la tribu Almutairi, considérant qu'une jeune femme ne doit pas voyager seule à l'étranger, son père l'envoya. Les parents de Adah voulait qu'elle devienne médecin, mais elle a choisi les mathématiques en première année. Son tuteur, professeur de chimie Tetsuo Otsuki, après lui avoir dit qu'elle était “un diamant dans la terre”, elle a décidé de prendre l'option chimie lors de sa deuxième année.  En 2000, elle obtient son baccalauréat en chimie de l'Occidental College. Durant ses années d'études au sein de cet établissement, elle a aussi pratiqué l'athlétisme en division III et s'est également initié à la jonglerie avec son colocataire, jongleur spécialisé dans les quilles. Depuis, elle se rend chaque année au festival de jonglerie de Catalina Island.
Elle a obtenu une bourse pour poursuivre ses études à l'Université de Californie à Riverside, où elle va créer des polymères plastiques légers et elle va y obtenir son doctorat avec une spécialisation sur la délocalisation des électrons et la structure moléculaire en 2005.
Elle a complété ses études postdoctorales en chimie et en ingénierie chimique à l'Université de Californie à Berkeley de 2005 à 2008 avec la robotique plastique et les polymères qui bougent. A Berkeley, elle a travaillé avec le professeur Jean Fréchette, un chimiste innovateur dans le domaine de la médecine, où elle a développé plusieurs nanosondes pour l'imagerie moléculaire in vivo afin de diagnostiquer la maladie.

### Carrière et travaux
Après avoir été refusée pour un emploi en Arabie Saoudite, elle a rejoint l'Université de Californie à San Diego en 2008 et y occupe depuis le poste de directrice de recherche interdisciplinaire au Centre d'excellence en nanomédecine et en ingénierie.
Elle dirige le laboratoire des matériaux biosensibles et le Centre d'excellence en nanomédecine, une collaboration inter-campus qui développe des outils pour l'avenir de la biologie et de la médecine. Le laboratoire de Almutairi adopte une approche interdisciplinaire, intégrant et développant des savoirs en nanotechnologie, en science des polymères et en chimie. Il développe de nouveaux polymères intelligents qui se désintègrent en petites molécules en réponse à un acide léger, à des conditions oxydantes ou à la lumière. Ces polymères, sous forme de nanoparticules et d'hydrogels, facilitent la délivrance d'une large gamme de substances, allant des médicaments aux agents d'imagerie via les molécules biologiques.
Adah a également collaboré avec un ophtalmologiste pendant dix ans afin de trouver un moyen de régénérer les rétines défaillantes et de prévenir la cécité. Cette innovation est désormais commercialisée.
Ses recherches ont reçu une grande attention, notamment ses recherches sur le « photon », un métal qui permet d'entrer dans le corps et d'accéder aux cellules sans qu'il soit nécessaire d'ouvrir le corps. Cela permettrait de mettre bientôt fin aux opérations chirurgicales.
Elle a plus de 100 brevets déposés dont un brevet avec son frère Khalid afin d'utiliser des molécules d'or en liposuccion.

### Récompenses et influence de Adah Almutairi
Tout au long de sa carrière, elle a remporté plusieurs prix et financements compétitifs, notamment un New Innovator Award. Elle a été invitée à prendre la parole dans des universités et à des conférences à travers le monde, de Harvard à Stockholm, en Suède, en passant par Doha au Qatar et Changchun, en Chine. A Falling Walls, elle présente un aperçu de ses recherches et de ses capacités révolutionnaires dans le monde de la santé. Elle détient aussi plus d'une douzaine de brevets américains et internationaux, dont beaucoup sont actuellement sous licence dans l'industrie.
Parmi les prix qu'elle a reçu pour sa contribution à la science et à la médecine, il y a le prix des nouvelles innovations du directeur des National Institutes of Health en 2009, le prix Fondation PHARMA en 2009, le prix Thema Chemistry Magazine en 2009, le prix du jeune chercheur, Congrès mondial sur les biomatériaux, Chengdu, Chine en 2012, le Kavli Fellow, 2016 Académie nationale des sciences des Etats-Unis. En 2023, elle est lauréate au TAKREEM.
Adah Almutairi fait ainsi partie des femmes arabes les plus marquantes qui ont influencé l'histoire et s'inscrit dans la continuité des réformes éducatives qui ont eu lieu au XXème siècle par l'introduction de bourses gouvernementales et de programmes du ministère de l'Education. Lors de ses interviews, Adah parle d'ailleurs de “confiance en soi” en tant que femme et considère son travail comme très enrichissant et gratifiant. Elle exprime d'ailleurs aussi avoir rendu fier son père, et que les personnes qui le critiquaient auparavant pour l'avoir laissé partir seule à l'étranger, étaient les mêmes personnes qui l'ont félicité une fois qu'elle était connue aux Etats-Unis.
Elle a été invitée de nombreuses fois à prendre la parole lors de conférences en Arabie Saoudite dont une où elle a fait un discours de remise des diplômes à l'Université Princesse Nourah bint Abdulrahman à Riyad, la plus grande université pour femme du monde. Dans ce discours elle a conseillé à ces jeunes femmes de toujours rester curieuse du monde et de vivre une vie pleine de sens et d'impact. Elle a été nommée récemment sur la liste Forbes des 10 femmes ingénieurs les plus influentes au monde et pense souvent à son père qui lui a permis d'accéder à l'éducation supérieure, considérée en Arabie Saoudite comme une des sources d'émancipation des femmes. Le nombre de femmes saoudiennes poursuivant des études supérieures et travaillant dans l'enseignement et la recherche a d'ailleurs connu une forte augmentation ces derniers temps.
Changez ce texte pour votre brouillon.